# Gregory Alan Isakov
Gregory Alan Isakov es un cantante-compositor nacido en Johannesburgo, Sudáfrica. 

## Biografía
Inmigró a los Estados Unidos como niño, y fue criado en Filadelfia, Pensilvania. En Filadelfia,  empezó a tocar con una banda a la edad de 16, y más tarde se mudó a Colorado. Su música combina indie y folk, presentando instrumentos como la guitarra y el bandolín. Algunas de sus canciones más populares incluyen "The Stable Song", "Big Black Car" y "Raising Cain"
Isakov ha viajado toda su vida, y como resultado, sus viajes han impactado su composición; sus canciones cuentan historias de millas y paisajes y el buscar un sentido de lugar. La música ha sido una fuerza constante en su vida. En sus palabras, " Siempre he tenido este sentido sobre música y escritura, implosionaría sin ello. Yo probablemente no lo haría si me sintiera de otra manera". 
Ha sido influenciado por la música de Leonard Cohen, Kelly Joe Phelps y Bruce Springsteen. Gregory ha tocado en muchos festivales de música a través de los Estados Unidos, Canadá y Europa. Además de la música,  gasta su tiempo trabajando en su jardín y aprecia tomarse tiempo, fuera de grabar,  para otras actividades.
En 2016, Gregory lanzó un álbum con La Sinfonía de Colorado. El artista y el grupo han girado a través de los Estados Unidos.

## Discografía
- Rust Colored Stones (2003)
- Songs for October (2005)
- That Sea, The Gambler (2007)
- This Empty Northern Hemisphere (2009)
- The Weatherman (2013)
- Gregory Alan Isakov with the Colorado Symphony (2016)
- Evening Machines (2018)
- Appaloosa Bones (2023)

## Apariciones en los medios
La canción "Big Black Car" del álbum de 2009 "This Empty Northern Hemisphere" apareció en un comercial de McDonald's del 2012. Isakov donó sus ganancias a organizaciones sin fines de lucro para apoyar la agricultura sustentable.
La canción "Second Chances" del álbum de 2013 "The Weatherman"  suena al final del sexto capítulo de la primera temporada de la serie Forever.
La canción "Second Chances" del álbum de 2013 "The Weatherman" aparece en la película del 2014 "Veronica Mars".
La canción "This Empty Northern Hemisphere" del disco de 2009 "This Empty Northern Hemisphere" suena al final de la cuarta temporada de la serie Suits.
La canción "If I Go, I'm Going" de "This Empty Northern Hemisphere" (2009) suena al final del cuarto episodio de la cuarta temporada de la serie Californication.
La canción "She Always Takes It Black" de "The Weatherman" (2013) apareció en el episodio 11 de la séptima temporada de la serie Californication.
La canción "Time Will Tell" de "The Weatherman (2013) apareció en un comercial de Subaru del 2015.
La canción "Suitcase Full of Sparks" de "The Weatherman" (2013) apareció en el capítulo 20 de la tercera temporada de The Blacklist.
La canción "Second Chances" del álbum The Weatherman suena hacia el final de la película corta "One Man's Mission to Revive the Last Redwood Forests" de National Geographic Society.
La canción "Amsterdam" del disco de 2013 "The Weatherman" aparece en el primer episodio de la sexta temporada de Girls.
La canción "Second Chances" del disco de 2013 The Weatherman suena al final del primer episodio de la cuarta temporada de la serie "Rectify".
La canción "If I Go, I'm Going" de "This Empty Northern Hemisphere" (2009) suena al final del último episodio de la serie "The Haunting of Hill House".
La canción "San Luis" del álbum "Evening Machines" (2018) suena en el cuarto episodio de la segunda temporada de la serie "Virgin River".